# Де Росси, Доменико
Доменико де Росси (итал. Domenico de' Rossi; 1659—1730) — итальянский печатник и издатель гравюр. Работал в Риме с 1691 по 1724 год. Сын знаменитого гравёра, картографа и издателя Джованни Джакомо де Росси (1627—1691). Известен тем, что опубликовал множество книг с архитектурными гравюрами, которые были широко распространены в его время, благодаря чему внёс значительный вклад в распространение стиля итальянского барокко в странах Западной Европы.

## Биография
Доменико был сыном Джованни Джакомо де Росси (1627—1691). В 1691 году после смерти отца унаследовал типографскую мастерскую возле церкви Санта-Мария-делла-Паче в Риме. Эта мастерская, основанная в XVII веке Джузеппе Де Росси (1570—1639), стала одной из самых долго действующих в Риме: несколько поколений семьи де Росси участвовали в издательском деле. В мастерской печатали гравюры по рисункам и картинам известных римских живописцев.
Наиболее известны три тома гравюр фасадов и фронтальных видов барочных палаццо и церквей в Риме, которые включали некоторые нереализованные проекты Дж. Л. Бернини и Ф. Борромини (Studio d’architettura civile di Roma 1702, 1711, 1721). Первый том, включающий проекты окон, порталов, портиков, деталей интерьеров и лестниц и посвящённый папе Клименту XI, был награвирован для Росси гравёрами Алессандро Спекки, Филиппо Васони, Карло Фонтаной, Винцендо Франчискини и другими. Де Росси также выпустил книгу проектов алтарей и капелл: «Disegni di Vari Altari e Cappelle» (1685). Эта серия гравюр была одной из первых, представляющих современное церковное убранство Рима эпохи барокко XVII века. Она представляет значительный интерес для историков архитектуры. Переиздана с вступительным эссе Энтони Бланта в 1972 году.
В 1704 году Доменико де Росси опубликовал коллекцию гравюр, воспроизводящих произведения античной и современной римской скульптуры «Собрание античных и современных статуй» (Raccolta di statue antiche e moderne). Он обратился к известному историку и антиквару Паоло Алессандро Маффеи за составлением описательного текста, что превратило альбом гравюр в первую книгу по искусству Италии XVIII века.
Семейная типография продолжала действовать и после смерти Доменико. В 1738 году она стала называться «Камерная калькография» (Calcografia Camerale), с 1870 по 1945 год — «Королевская калькография» (Regia Calcografica), в наше время мастерская известна под названием «Calcografia Nazionale». Здесь хранятся, среди многих других, подлинные офортные «доски» Джамбаттисты Пиранези (1720—1778).